# Mariano Ospina Hernández
Mariano Ospina Hernández (Medellín, 2 de agosto de 1927-ibidem, 12 de marzo de 2018) fue un político, académico, ingeniero civil y empresario colombiano, miembro del Partido Conservador Colombiano. 
Fue Senador de Colombia entre 1970 y 1982.

## Biografía
Mariano Ospina Hernández fue hijo del expresidente colombiano Mariano Ospina Pérez y Bertha Hernández de Ospina. Estudió ingeniera civil en el Instituto Tecnológico de Massachusetts. Posteriormente estudió en La Universidad de Harvard en 1951 y recibió el título Honoris Causa en Biología Marina de la Universidad Jorge Tadeo Lozano. En el área empresarial, gerenció varias empresas, entre ellas la Editorial El Globo S.A. en propiedad del diario La República, por lo que siempre fue muy cercano a los afectos de ese periódico.
Durante su trayectoria como político debutó como Concejal de Guatavita ente 1956 y 1958, concejal de Itagüí entre 1962 y 1964, Concejal de Medellín entre 1968 y 1970. Posteriormente se desempeñó como diputado a la Asamblea de Antioquia entre 1964 y 1966. llegó al Senado de la República entre 1970 al 1982 por el Partido Conservador Colombiano.
En el plano diplomático, Ospina Hernández se desempeñó como embajador de Colombia en Alemania Federal entre 1979 y 1981, y tuvo varias actuaciones internacionales destacadas. Fue delegado al Grupo de Consulta del Banco Mundial en 1971 e hizo parte del Grupo de Consulta de la Organización para la Cooperación y el Desarrollo Económicos en París en ese mismo año. Participó del Congreso Interamericano de Municipalidades de Málaga en 1972. 
Fungió como  Embajador ante la Tercera Conferencia sobre Ley del mar en Ginebra (Suiza) en 1975, y dirigió la Fundación Mariano Ospina Pérez hasta su fallecimiento. En sus oficinas de la Fundación Mariano Ospina Pérez de Bogotá fallece a los 90 años tras de sufrir un infarto agudo de miocardio el 12 de marzo de 2018.